# Entartage

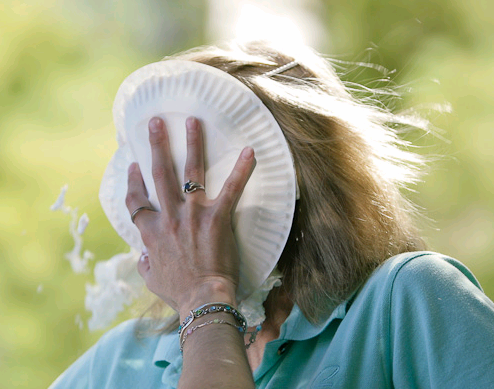
Un entartage.

L'entartage ou attentat pâtissier est un acte consistant à lancer ou le plus souvent, à « écraser » une tarte à la crème (ou plus simplement, une assiette en carton remplie de crème fouettée ou de mousse à raser) à la figure d'une personnalité lors d'un événement public, pour souligner, selon les auteurs, l'absurdité des propos ou des actions de la « victime ».

## Principe

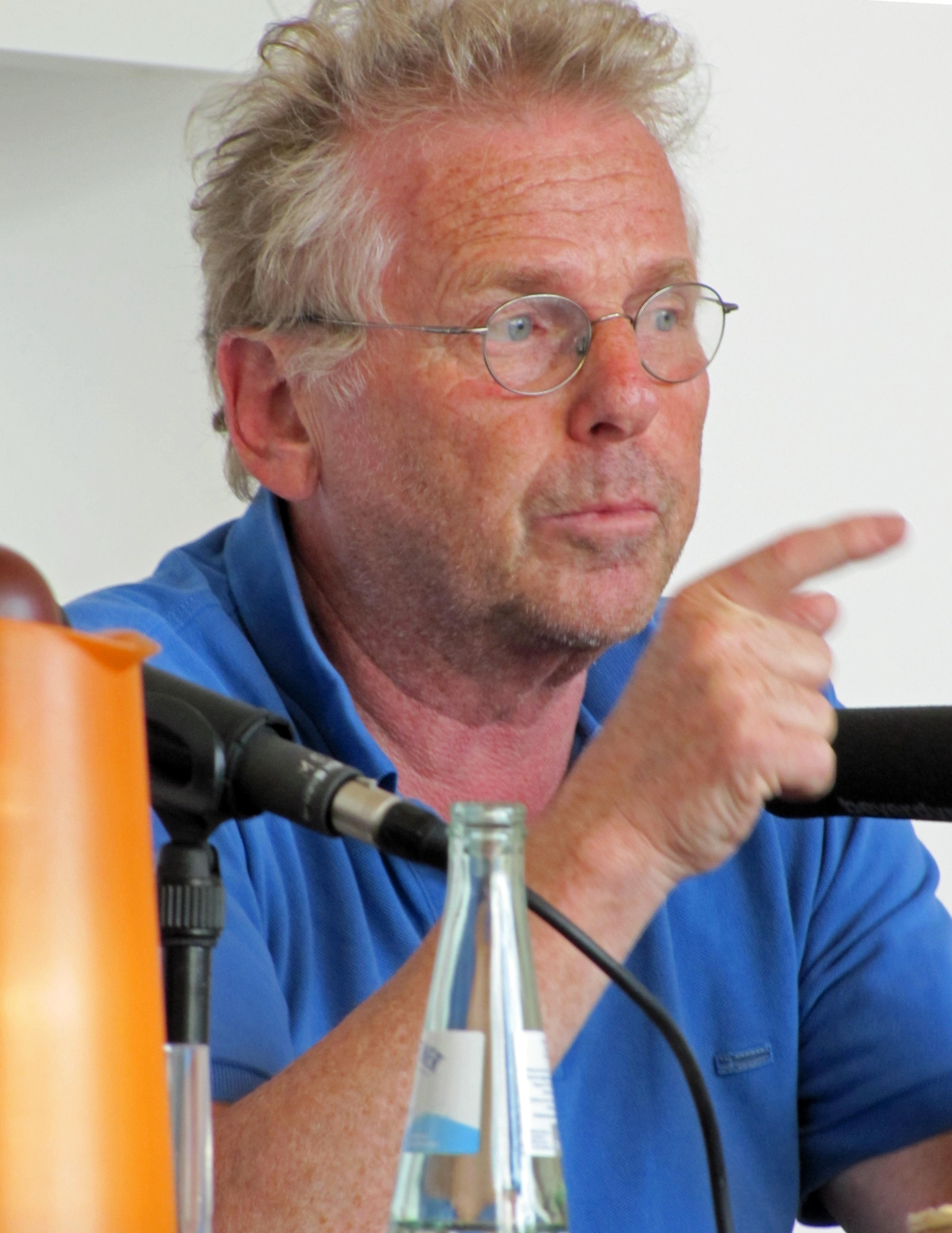
Daniel Cohn-Bendit après s'être fait entarter en 1998 : Que tu me balances une tarte ne me gêne pas. J'aime la provocation. Mais je veux savoir pourquoi. Camarade, viens t'expliquer au micro.

L'entartage se veut une condamnation publique par le ridicule. En général, l'entarteur cherchera à commettre son acte dans un contexte où sa portée sera la plus importante. La victime est généralement une personnalité connue, aux positions controversées que l'entartage vise à ridiculiser. L'entartage est « un acte contestataire », un « moyen de ridiculiser une personne publique, au discours supposément fallacieux ». Les auteurs d'entartage estiment que leur acte ne relève pas de la violence physique car ils ne causent aucune incapacité temporaire de travail : « les victimes ne subissent aucun coup ni blessure ».
Le premier entartage connu au cinéma intervient dans le film Mabel au fond de l'eau (1913) où Fatty Arbuckle envoie une tarte à Mabel Normand. Selon Le Figaro, la première bataille générale d'entartage remonte au film muet La Bataille du siècle, réalisé en 1927 par Clyde Bruckman.
Il existe quelques entarteurs dont l'un des plus célèbres est le Belge Noël Godin qui compte parmi ses victimes Marguerite Duras (en 1968), Bernard-Henri Lévy, Bill Gates (1998), Doc Gynéco, le ministre belge Edouard Poullet, Jean-Luc Godard (1985), Marco Ferreri (1980), Maurice Béjart, Nicolas Sarkozy (1997), Pascal Sevran, Patrick Bruel, Patrick Poivre d'Arvor, Jean-Pierre Elkabbach.
En Belgique encore, l'entartage s'est transformé en enfritage, le 22 décembre 2014, lorsque des Liliths ont lancé des frites-mayonnaise sur Charles Michel, Premier ministre belge, pour protester contre l'austérité et la destruction d'un modèle social « au nom d’une compétitivité absurde qui laisse le bien-être de la population à la porte des ministères. ».
Le 2 septembre 2023, le président du Mouvement réformateur, Georges-Louis Bouchez, a également été entarté lors d'une séance dédicace du livre "Georges Louis Bouchez, à bâtons rompus", de Alain van den Abeele. Bien qu'ayant répliqué en ré-entartant l'entarteur, maintenu à terre par la sécurité, il annonce vouloir porter plainte, considérant cet acte comme une "violence physique". Dans un message sur X, il justifie son geste comme étant un acte de légitime défense.
Au Canada, les « entartistes » se sont faits les spécialistes de l'entartage, visant toutes les personnalités politiques qui dirigent le pays.
À Lyon, le collectif Al Qaïtarte a instauré une insurrection pâtissière à l'encontre des « crapules » people/ politiciennes de 2008 à 2015. On leur doit notamment l'entartage du maire de Lyon Gérard Collomb, mais encore celui de Daniel Cohn-Bendit, l'artiste Ben ou l'ancien Premier ministre Jean-Pierre Raffarin. Al Qaïtarte mènera une action commune avec Noël Godin lors du 7e entartage de Bernard-Henri Lévy,.

## Entartages, suites judiciaires et polémiques
Ces actes sont diversement appréciés par les victimes qui peuvent parfois poursuivre en justice l'auteur de l'entartage ou réagir plus ou moins violemment à leur agression.

### Noël Godin
Entarté à Cannes en 1995, Philippe Douste-Blazy a porté plainte contre Noël Godin à la suite de son entartage. Celui-ci a été relaxé. Son avocat a expliqué que « c'était une vieille tradition belge d'entarter les fâcheux, ou plus exactement les pompeux cornichons ». Jan Bucquoy, complice de Godin, est arrêté puis relaxé.
Entarté en 2002, Jean-Pierre Chevènement a également porté plainte contre Noël Godin à la suite de son entartage. Celui-ci a été condamné à 800 euros d'amende pour « violences volontaires avec préméditation », en 2002. Cette amende a été portée à 2 500 euros en appel, en 2004.

### Nancy
Le tribunal correctionnel de Nancy a considéré dans son jugement du 2 septembre 2005 l'entartage comme un délit de violence volontaire. Les deux responsables de l’association Hermaphrodite ont été condamnés à une amende de 250 euros chacun, plus 600 euros pour les frais d’avocat de la partie adverse et au versement de 800 euros au titre du préjudice moral et de 12,10 euros pour les frais de pressing à la suite de l'entartage du président de l’Université Nancy 2.

### Bernard-Henri Lévy

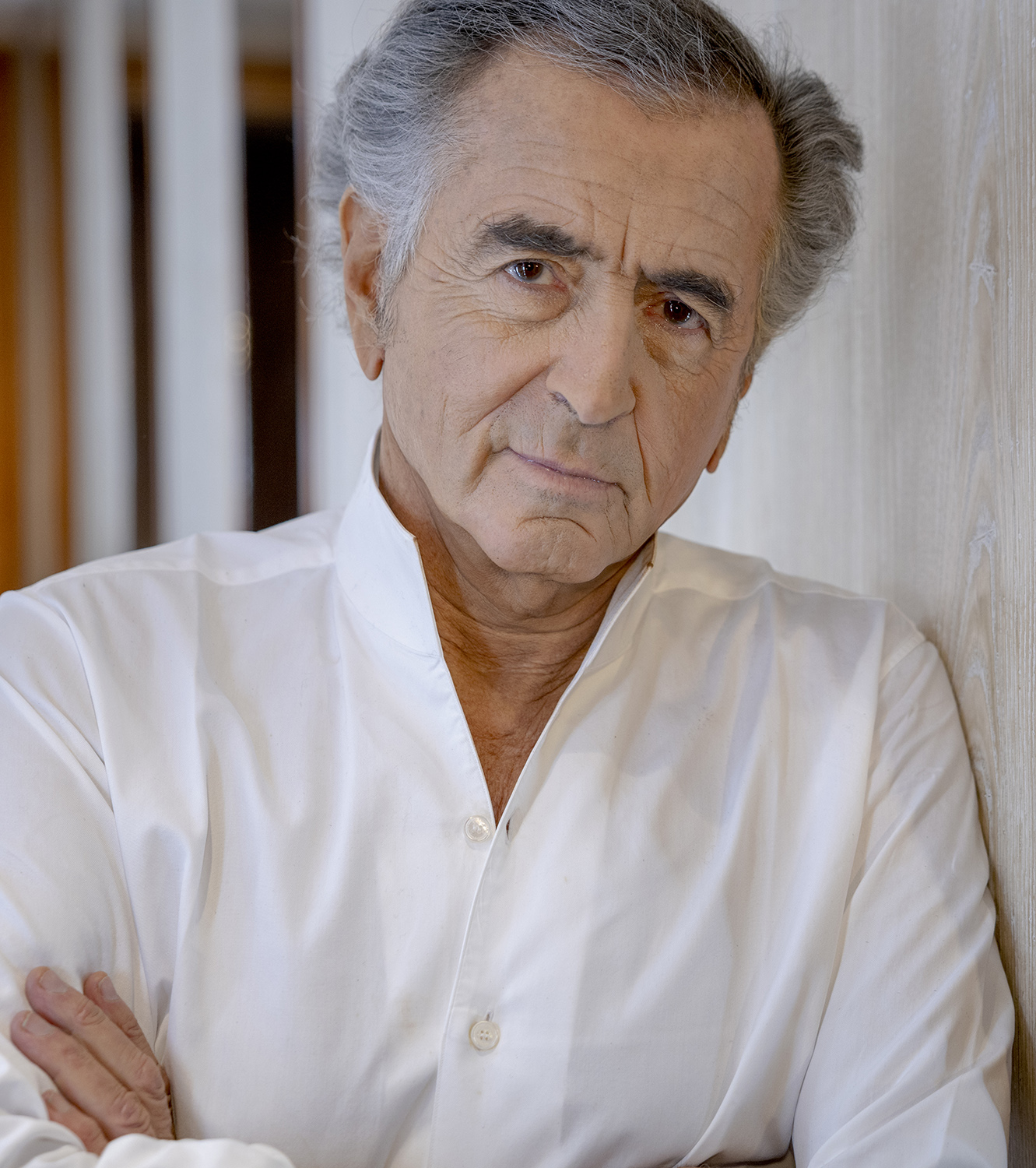
Bernard-Henri Lévy, victime de nombreux entartages.

Bernard-Henri Lévy a été victime d'une dizaine d'entartages en Belgique et en France.
- Le 11 novembre 1985, il est entarté par Noël Godin à la station RTBF de Liège. Il s'emporte sur son agresseur, maitrisé par les agents de sécurité, lui intimant : « Lève-toi vite, ou je t'écrase la gueule à coups de talon[2],[16] ! » La scène, filmée, a été largement diffusée dans les médias et moquée notamment par Coluche et Pierre Desproges. Cela lui a également valu une chanson de Renaud, L'Entarté, en 2002[2]. C'est le premier entartrage de Bernard-Henri Lévy par Noël Godin, qui réitère l'acte à 7 reprises au fil des années.
- Dans une librairie (Chapitre II à Bruxelles), le 6 octobre 1988
- Le 17 avril 1991 à l’Université Libre de Bruxelles
- Lors du Festival de Cannes en mai 1994
- À l'aéroport de Nice en 1995 (où son épouse Arielle Dombasle prend sa défense)
- Lors de la Foire du livre de Bruxelles en février 2000
- Lors du Salon du livre de Paris le 18 mars 2006, Bernard-Henri Lévy a été entarté à deux reprises[17].
- Lors de l’interview[18] qui a suivi le huitième entartage de Bernard-Henri Lévy, ce dernier fut qualifié par Noël Godin de « tête à tarte par excellence ».
- Il subit à Namur en 2015 un nouvel entartage, dédié à Siné par Noël Godin[19].
- le 10 mai 2017 ; il est victime d'un nouvel entartage à Belgrade en raison de ses prises de position pendant les années 1990 sur les conflits en ex-Yougoslavie.

### Bill Gates
Lors d’une visite à Bruxelles, le grand patron de Microsoft, Bill Gates fut entarté à plusieurs reprises par Noël Godin et ses complices. Parmi ceux-ci figurait le réalisateur belge Rémy Belvaux, qui fut le premier à atteindre sa cible.

### André Léonard
Le 5 avril 2011, l'archevêque André Léonard a été entarté à plusieurs reprises à l'Université catholique de Louvain-la-Neuve, lors d’un débat sur « Concilier science et foi, est-ce bien raisonnable ? ». La première tentative réussie arriva lorsque  l'archevêque Léonard entra dans le bâtiment. Lorsque, débarbouillé de l’attaque précédente, il pénétra dans l’auditoire, il fut victime d’une triple attaque, aux cris de « Entartons, entartons l'homophobe ratichon ! ». Noël Godin signalait après le méfait ne pas avoir été présent pour ne pas faire capoter l’opération.

### Yolanda Barcina

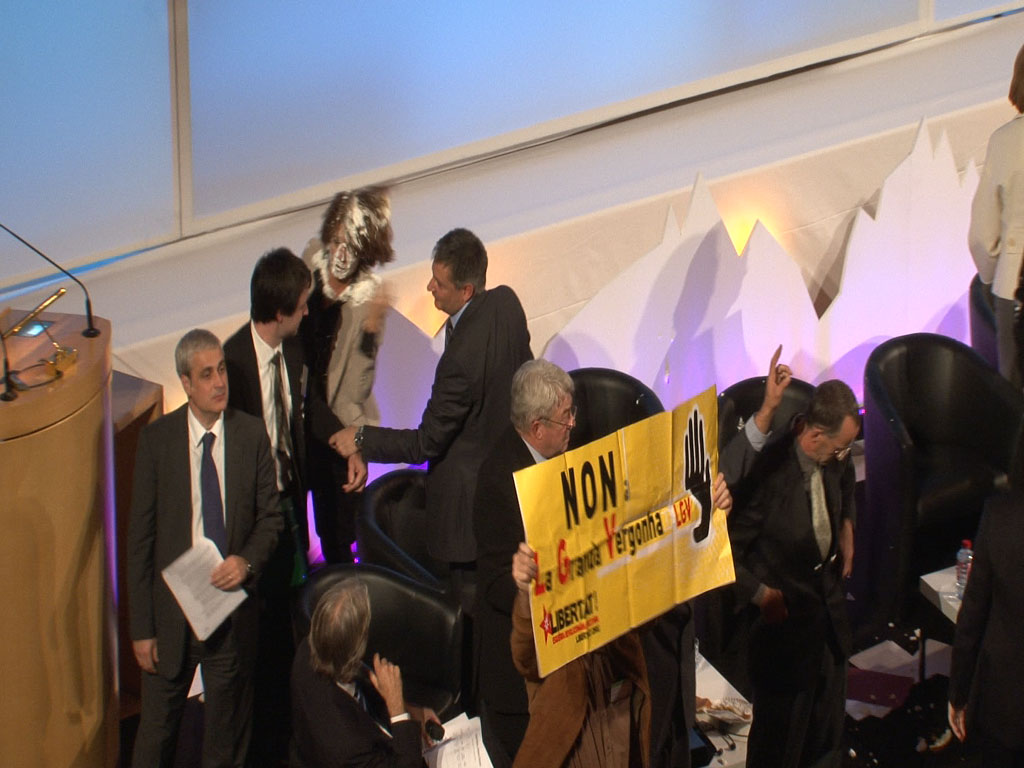
Yolanda Barcina entartée en octobre 2011, Toulouse

Lors d'un conseil transpyrénéen tenu à Toulouse en 27 octobre 2011, la présidente de la Communauté Forale de Navarre Yolanda Barcina a fait l'objet d'un entartage triple balancé par trois protestataires en tenue formelle pour attirer l'attention contre la construction du train à grande vitesse à travers les Pyrénées. Les entarteurs ont été chacun condamnés à deux ans d'emprisonnement et 900 euros d'amende en Espagne, bien que l'affaire ait été classée en France. Les juges espagnols ont déclaré qu'ils pourraient « avoir été beaucoup plus sévères ».

### Ségolène Royal
Le 16 juin 2006, sur le parvis de la gare de La Rochelle, Ségolène Royal a été victime d'un entartage par Jonathan Joly, étudiant en lettres âgé de 22 ans à l'époque des faits, qui a été immédiatement arrêté. Il a été relâché par la police après vingt heures de garde à vue.
Par son geste, qu'il a qualifié de symbolique et d'humoristique, Jonathan Joly entendait dénoncer la dérive conservatrice et sécuritaire du discours ainsi que l'importance accordée à l'image de la présidente de la région Poitou-Charentes, qui menait sa campagne pour l'élection présidentielle de 2007. Noël Godin résumera ainsi le contexte de l'action : « Il a choisi le moment parfait, après qu’elle s'est exprimée crapoteusement en proposant d’encadrer militairement les jeunes délinquants, de la folie pure ».
Ségolène Royal s'est dite inquiète pour sa sécurité selon Le Parisien et a déclaré : « Dans n'importe quel pays démocratique, on m'aurait accordé une protection rapprochée. J'ai pris un gâteau, cela aurait pu être beaucoup plus grave… Cet acte doit être puni comme n'importe quelle agression ». Elle a immédiatement déposé une plainte contre le jeune homme pour « violence volontaire préméditée avec arme par destination » (passible de 3 ans de prison), exigeant de sa part des excuses qu'elle n'obtient pas. Elle a également demandé aux agences de presse de ne pas diffuser les photographies de l'incident. Le maire socialiste de La Rochelle, Maxime Bono, atteint par des éclaboussures, s'est joint à la plainte.
Ségolène Royal a expliqué que sa plainte avait une « visée éducative » et a proposé à son entarteur un emploi saisonnier rémunéré pour l'été au Conseil régional de Poitou-Charentes, afin « qu'il se rende compte du travail important que réalisent les élus et les services publics, élus qui ne sauraient accepter sans réagir d'être atteints dans l'exercice de leur fonction », ce à quoi Jonathan Joly a répliqué : « Je n'ai pas vraiment de leçon à recevoir. Elle me propose de voir le travail réalisé dans les services publics mais je travaille dans l'animation à la mairie de La Rochelle ! »
Le 27 juillet, Jonathan Joly a été condamné par le Tribunal correctionnel de La Rochelle à 150 € d’amende avec sursis, sans inscription au casier judiciaire.

## Cinéma

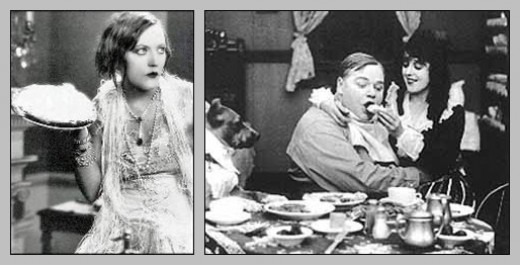
Mabel au fond de l'eau (1913).

La tarte à la crème est détournée de son usage alimentaire à des fins burlesques, le but étant de l'écraser par surprise sur le visage de la « victime ». Ce gag est très tôt utilisé dans le slapstick. Très populaire, son usage est similaire à celui de l'arrosage ou à l'aspersion de peinture.
Il est identifié pour avoir été utilisé une toute première fois en 1909 dans le film muet Mr. Flip, avec Ben Turpin. Le réalisateur Mack Sennett l'utilise dans plusieurs de ses courts métrages, comme Mabel au fond de l'eau en 1913. En 1927, le film La Bataille du siècle avec Laurel et Hardy, réalisé par Clyde Bruckman, contient une bataille géante de tartes à la crème devenue célèbre. Le film Parade du rire de 1948 se termine aussi par une énorme bataille de tartes à la crème. Mel Brooks met aussi en scène une bataille de tartes vers la fin de sa comédie Le shérif est en prison (1974).
La scène finale du film Docteur Folamour (1964) devait être une bataille de tartes à la crème entre les différents protagonistes de la salle de guerre. La scène a été filmée mais écartée au dernier moment du montage final par le réalisateur Stanley Kubrick.